# لويس كارلوس ليما دي سوزا
لويس كارلوس ليما دي سوزا (بالبرتغالية: Luís Carlos Lima de Souza‏) (1 يونيو 1977 بساو باولو في البرازيل - ) هو لاعب كرة قدم برازيلي في مركز الوسط. لعب مع نادي سيون ويافردون سبور ‏.

## وصلات خارجية
- لويس كارلوس ليما دي سوزا على موقع قاعدة بيانات كرة القدم.إي يو (الإنجليزية)